# هاگ، اتریش
هاگ  (به آلمانی: Haag) یک شهر در اتریش است که در بخش امستیتن واقع شده‌است. هاگ  ۵٬۳۱۰ نفر جمعیت دارد.